# Promenád a gyönyörbe
A Promenád a gyönyörbe (eredeti cím: The Road to Wellville) 1994-ben bemutatott amerikai filmvígjáték, melyet Alan Parker írt és rendezett, T.C. Boyle 1993-as The Road to Wellville című regénye alapján. Anthony Hopkins az egyik főszereplő, aki John Harvey Kellogg-ot, a kukoricapehely feltalálóját és szanatóriumtulajdonost játssza.

## Szereplők
| Színész           | Szerep                  | Magyar hang     |
| ----------------- | ----------------------- | --------------- |
| Anthony Hopkins   | Dr. John Harvey Kellogg | Reviczky Gábor  |
| Matthew Broderick | William Fájdombi        | Lux Ádám        |
| Bridget Fonda     | Eleanor Fájdombi        | Györgyi Anna    |
| John Cusack       | Charles Ossining        | Kerekes József  |
| Dana Carvey       | George Kellogg          | Galambos Péter  |
| Michael Lerner    | Goodloe Bender          | Kránitz Lajos   |
| Colm Meaney       | Dr. Lionel Badger       | Beregi Péter    |
| John Neville      | Endymion Hart-Jones     | Versényi László |
| Lara Flynn Boyle  | Ida Muntz               | Náray Erika     |
| Traci Lind        | Irene Sírhant nővér     | Orosz Helga     |
| Camryn Manheim    | Virginia Cranehill      | Zsurzs Kati     |
| Roy Brocksmith    | Poultney Dab            | Kardos Gábor    |
| Norbert Weisser   | Dr. Spitzvogel          | Rosta Sándor    |

## Kritikai fogadtatás
A kritikusokat megosztotta a film. A Rotten Tomatoes gyűjtése alapján a kritikusok 41%-a értékelte pozitívan a filmet. A Filmvilág kritikusának negatív véleménye volt: Alan Parker csinált egy kultikussá lett fakó filmet (Midnight Express) és egy kultikussá lett színes filmet (Angyalszív), a Bugsy Melone-t megszerettük, mert olyan cuki volt. Végig stílusban tartott, szépen fotografált, jól fölismerhető alkotói szándékról árulkodó munkák. Kellogs professzor történetéből ez utóbbi hiányzik, hacsak azt a megbocsátható közérzeti állapotot nem tekintjük „alkotói szándéknak”, miszerint „kéne már egy filmet csinálni”.
A Cinema magazin viszont jónak értékelte Alan Parker alkotását: Élvezetes antiezoterikus komédia, benne Anthony Hopkins mint egészségguru. 80%.

## Fordítás
- Ez a szócikk részben vagy egészben  a   The Road to Wellville (film) című angol Wikipédia-szócikk fordításán alapul.  Az eredeti cikk szerkesztőit annak laptörténete sorolja fel. Ez a jelzés csupán a megfogalmazás eredetét és a szerzői jogokat jelzi, nem szolgál a cikkben szereplő információk forrásmegjelöléseként.